# 柳机
柳机（539年—594年6月19日），字匡時，河东郡解县（今山西省运城市临猗县）人，出自河东柳氏西眷。

## 生平
柳庆之子，北周武帝为魯公时，召19岁的柳机为記室。武帝即位，累進宣納上士、少納言、太子宮尹，封平齐县公。武帝平定北齐，柳机受開府儀同三司之位，转任司宗中大夫。北周宣帝时，转任御正上大夫。柳机多次劝諫宣帝，宣帝不听，他怕受禍，于是依靠鄭译求外任避祸，出任華州刺史。
580年，楊堅为丞相，召柳机還長安。北周旧臣多劝进楊堅受禅，柳機孤高，从不請願。转任衛州刺史。581年，隋朝建国，隋文帝楊堅召柳机为納言，進爵位建安郡公。在職数年，再任華州刺史，转任冀州刺史。後被召入朝，子柳述娶蘭陵公主，礼遇益隆。
当初在北周，柳机和族人文城公柳昂都历任显要职务。到此时，柳机和柳昂都任外职，杨素当时任纳言，正当权。趁着隋文帝赐宴，杨素对柳机开玩笑说：“二柳摧折，孤杨独耸。”在座人士都欢笑，柳机一言不发，不久柳机回到冀州。柳机先后担任州刺史，都有宽简惠民的评价。数年後，柳机因病被召還長安，于开皇十四年夏五月廿六日（594年6月19日）在自家去世，虚岁五十六，朝廷赠予使持节、大将軍、青州诸军事、青州刺史，谥号簡公。

## 家庭

### 父母
- 柳庆，北周骠骑大将军、开府仪同三司、司会中大夫、平齐景公
- 裴丽华，出自河东裴氏定著五房之一的南来吴裴，北魏使持节、散骑常侍、都督豫雍兖徐司五州诸军事、征南将军、豫州刺史、兰陵郡开国公，赠骠骑大将军、开府仪同三司、谥号忠武公裴叔业曾孙女，员外散骑常侍、辅国将军、中散大夫、兰陵公，赠平南将军、豫州刺史、谥号敬公裴谭第四女，魏前二年封始平县君，魏后元年封常乐郡君，开皇五年封建安国太夫人

### 兄弟姐妹
- 柳弘，北周御正下大夫
- 柳旦，隋朝太常少卿、代理黄门侍郎、开府仪同三司、新城县男
- 柳肃，隋朝工部侍郎
- 柳勃，相州林虑县县令
- 柳瑗明，嫁长安男和稽勇
- 柳琬净，嫁当亭公贺若弼
- 柳瑜光，嫁虞部拓跋亶
- 柳玉润，嫁中外府记室侯莫陈孝达
- 柳珉英

### 夫人
- 陇西李氏，出自武阳房，北魏尚书右仆射、荆州行台、赠司徒李琰之孙女，北周开府仪同三司、洋州刺史、昌平县开国公李惠之女，北周天和七年封安寿县君，宣政元年封常山郡君，开皇四年封建安国夫人，贞观四年十一月十五日在京城住宅中去世，虚岁七十六[1]

### 子女
- 柳述，隋朝开府仪同三司、兵部尚书、建安郡公
- 柳逖，唐朝屯田职方二郎中、散骑常侍、泉州刺史、上柱国、乐平县开国公
- 柳逵，唐朝滑州治中
- 柳逞，唐朝都水监丞

## 延伸阅读
[在维基数据编辑]
 《周書·卷22》，出自令狐德棻《周書》
 《隋書·卷47》，出自魏徵《隋书》